# Katrin Himmler

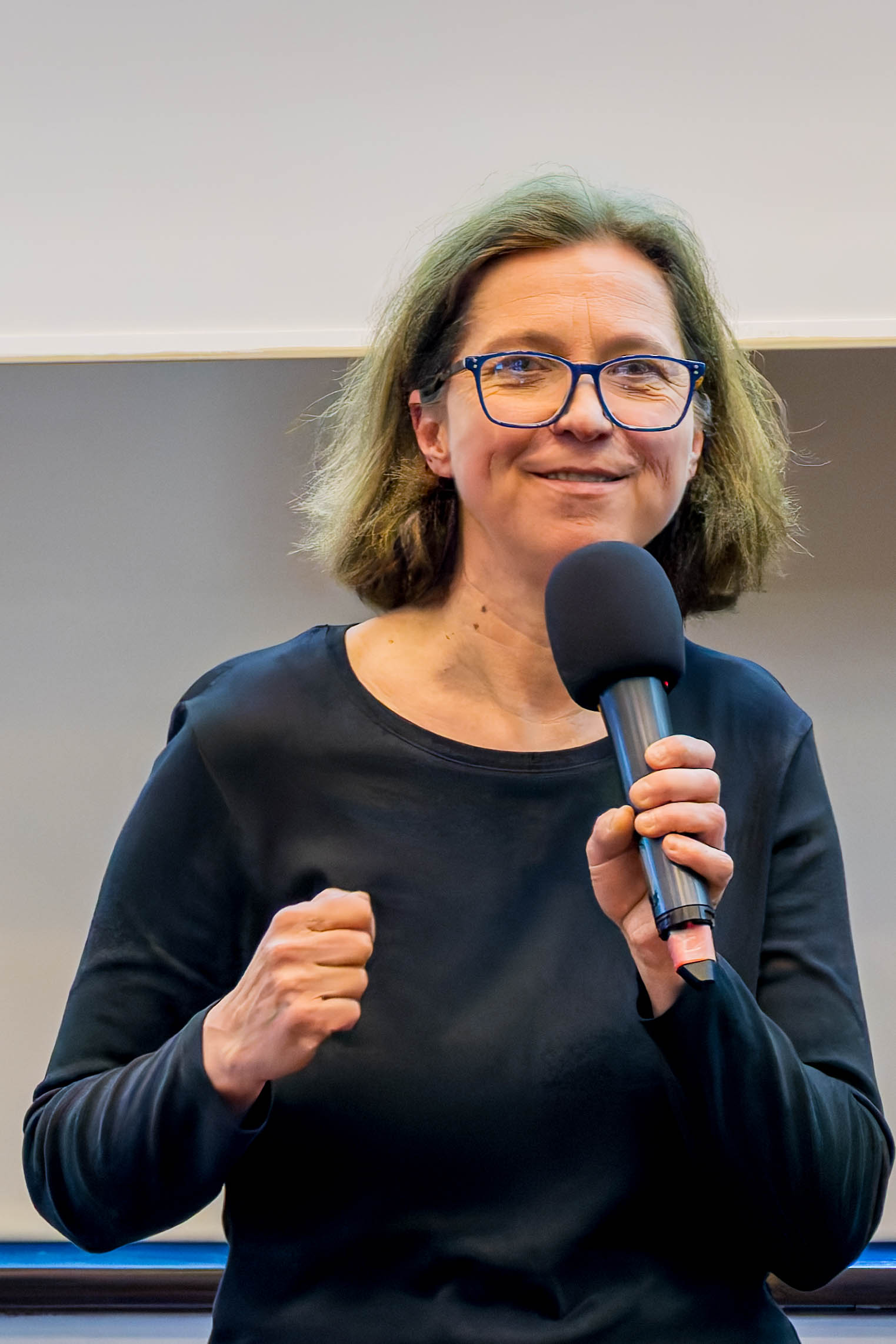
Katrin Himmler bei einem Vortrag in Aurich (2025)

Katrin Himmler (* 1967 in Dinslaken) ist eine deutsche Politikwissenschaftlerin und Autorin. Spätestens seit der Arbeit an ihrem 2005 erschienenen Buch Die Brüder Himmler: Eine deutsche Familiengeschichte setzt sie sich wissenschaftlich mit der Tätigkeit ihres Großonkels, des Reichsführers SS und Organisators des Holocaust und Porajmos, Heinrich Himmler, vor und während der Zeit des Nationalsozialismus auseinander.

## Leben
Katrin Himmler wuchs in Spanien und Süddeutschland auf, studierte Politikwissenschaft und beschäftigte sich mit den Themen Rassismus und Interkulturalität. Sie lebt mit ihrem Sohn in Berlin.
Ihr Großvater war Ernst Himmler, einer der beiden Brüder von Heinrich Himmler, verschwägert mit Richard Wendler.
Im Jahr 2005 veröffentlichte sie das Buch Die Brüder Himmler. Eine deutsche Familiengeschichte, in dem sie sich mit Ernst und Gebhard Ludwig Himmler, den beiden Brüdern des Reichsführers SS, auseinandersetzte. Sie stellte darin die bisher vorherrschende Ansicht, die zwei Brüder seien unpolitische Technokraten gewesen, in Frage.
Katrin Himmler ist eine Protagonistin des 2011 veröffentlichten Dokumentarfilms Meine Familie, die Nazis und Ich („Hitler’s Children“) des israelischen Regisseurs Chanoch Ze'evi über die Nachfahren der NS-Täter.
2014 veröffentlichte sie zusammen mit dem Historiker Michael Wildt im Piper Verlag das Buch Himmler privat – Briefe eines Massenmörders, in dem neuentdeckte Briefe Heinrich Himmlers an seine Frau Margarete (1893–1967) aus den Jahren 1927–1933 und 1940–1945, ergänzt durch Briefe und Tagebücher Margaretes und der gemeinsamen Tochter Gudrun (1929–2018), veröffentlicht wurden. Unter Mitarbeit Himmlers und Wildts entstand auch der 2014 auf der Berlinale vorgestellte Dokumentarfilm Der Anständige („The Decent One“) der Regisseurin Vanessa Lapa, welcher unter anderem diese Briefe als Basis hat.

## Schriften
- Die Brüder Himmler. Eine deutsche Familiengeschichte. S. Fischer Verlag, Frankfurt am Main 2005, ISBN 3-10-033629-1 (Taschenbuchausgabe 2007 im Fischer Taschenbuch Verlag, Frankfurt 2007, ISBN 978-3-596-16686-2).
- Auf Spurensuche in der eigenen Familie. Heinrich Himmler und seine Brüder. In: Peter Müller (Hrsg.): Individualisierung von Geschichte. Neue Chancen für die Archive? Vorträge des 67. Südwestdeutschen Archivtags am 23. Juni 2007 in Eppingen. Kohlhammer, Stuttgart 2008, ISBN 978-3-17-020450-8, S. 20–27.
- mit Michael Wildt: Himmler privat – Briefe eines Massenmörders. Piper Verlag, München 2014, ISBN 978-3-492-05632-8.